# Emigranternas Hus
Das Emigranternas Hus ist ein 2003 gegründetes kulturelles Zentrum und Migrationsmuseum in Göteborg, Schweden.
Das Emigranternas Hus befindet sich in einem alten Zollgebäude, das zwischen 1850 und 1930 zur Abfertigung von über einer Million Schweden genutzt wurde, die auf dem Weg nach Amerika waren. Im Museumsteil des Hauses findet man Erinnerungsstücke, Briefe, Dokumente und Genehmigungen. Die Gründe für die Auswanderung waren die unterdrückende Dominanz der Kirche, die steigende Armut wegen des Bevölkerungswachstums sowie Notsituationen durch die Erbbestimmungen und die Ausbeutung reicher Grundbesitzer.